# ラウンドアップ
ラウンドアップ （英語: Roundup）とは、1970年にアメリカ企業のモンサントが開発した除草剤（農薬の一種）である。
日本での商標権（登録商標第1334582号ほか）と生産・販売権は、2002年に日本モンサントから日産化学工業へ譲渡され、保有している（ただし2013年5月現在、日本で販売されているラウンドアップは、ベルギーにあるアントワープ工場で生産されたものを輸入している）。
なお、長らく開発から販売を手掛けてきたモンサント（アメリカ合衆国）は、バイエル（ドイツ）が2016年に買収を発表し、2018年に買収を完了したため、以降はバイエルの製品になっている。

## 作用機序
有効成分名はグリホサートイソプロピルアミン塩。グリシンの窒素原子上にホスホノメチル基が置換した構造を持つ。イソプロピルアンモニウム塩ではないグリホサート自体の分子量は169.07で、CAS登録番号は1071-83-6である。
5-エノールピルビルシキミ酸-3-リン酸合成酵素 (EPSPS) 阻害剤で、葉面から吸収された成分が植物体での5-エノールピルビルシキミ酸-3-リン酸の合成を阻害し、芳香族アミノ酸（トリプトファン、フェニルアラニン、チロシン）や、これらのアミノ酸を含むタンパク質や代謝産物の合成を阻害して、植物の栄養が作れなくなる（シキミ酸経路参照）。接触した植物の全体を枯らす（茎葉）吸収移行型の非選択型除草剤である。

## 商品
- ラウンドアップマックスロード：有効成分はグリホサートカリウム塩。水で指定倍率に希釈して使用する。
- 東日本大震災により津波被害を受けた農地専用ラウンドアップマックスロード：有効成分や含量は上記製品に同じだが、無人ヘリコプターによる雑草茎葉散布に対応した農林水産省の農薬登録がなされている。適用場所が東日本大震災により津波被害を受けた東北・関東太平洋側沿岸部（青森県・岩手県・宮城県・福島県・茨城県及び千葉県）の水田・畑（いずれも休耕田に限る）及びその周辺の道路・畦畔・堤塘・のり面等に限定され、また適用作物も水稲・畑作物（休耕田）に限られている。
- ラウンドアップマックスロードAL：希釈済みで、そのまま使えるシャワータイプの非農耕地用除草剤。

### 廃止商品
- ラウンドアップ：有効成分はグリホサートイソプロピルアミン塩
- 家庭用ラウンドアップ：上記製品の家庭用小分け品。適用場所が家の周りの有用な植物を植えない場所に限定され、ラウンドノズルを用いた25倍希釈による少量散布や、クズ・雑灌木に対する注入法の適用も無く、またクズ・雑灌木に対する塗布法（3倍希釈）には専用塗布器（ラウンドスワイプ）に代えて刷毛を利用するなど、登録内容が家庭向けに再編されている。
- ラウンドアップ除草スプレー：上記製品のそのまま散布できるスプレー剤
- ラウンドアップハイロード：有効成分はグリホサートアンモニウム塩 (CAS： 40465-66-5)
- ランドマスター液剤：専用背負動力散布機「ランドマスター」で散布するラウンドアップのAL剤。計量や希釈の手間が無く、調合済みカートリッジ(BIB)を本体にセットするだけですぐ散布できる。実態はラウンドアップの少量散布法をワンパッケージ化したものであった。現在、本剤、ランドマスター本体、専用バッテリー、充電器、部品（噴口など）いずれも生産・販売が完了しており、また本剤の登録、有効期限（最終有効期限2012年10月31日）も共に切れている。
- 草当番：家庭園芸向け・計量の不要な分包タイプの水溶剤。有効成分はグリホサートアンモニウム塩。ラウンドアップハイロードより先に上市された。
- ポラリス液剤：ラウンドアップの少量散布専用剤。少量散布用ノズルを用いて散布することで、薬液が泡状になり処理箇所が一目で分かるよう製剤されている。

## ラウンドアップ耐性作物

### 種類
遺伝子操作により分子育種され、グリホサートに薬剤耐性を有する遺伝子組み換え作物が作出され、ラウンドアップレディー (Roundup Ready) と呼ばれる。
日本においては、ダイズ、トウモロコシ、ナタネ、ワタ、テンサイ、アルファルファ、ジャガイモの一部のが使用認可されている。世界的にみると、ベントグラスやアブラナやコムギなども商品化されている。

### 世界における栽培状況
グリホサートのような除草剤に対して、薬剤耐性を有する遺伝子組換え作物の栽培面積が現在急速に拡大している。これは、農家の雑草管理が楽という面だけでなく、土壌流出を大幅に防ぐことのできる不耕起農法を適用できるからである。
ダイズの主要生産国である、北アメリカや南アメリカ諸国では、表土流出が大問題となっている。前作の植物残渣を放置できるため、植物残渣がマルチングとなって、風雨から河川への土壌流出を防ぎ、土壌を耕すことによって土壌が流亡しやすくなることを、不耕起農法によって防ぐことができる。即ち、除草剤耐性作物は環境保全と持続可能な農業に貢献している、という主張を組換え作物推進派は行っている。その他、有毒雑草の収穫物への混入を減らせるとの主張も存在する。
2013年の全世界で、遺伝子組換え作物の栽培面積は、1億7,520万haであり、その約9割は除草剤耐性作物か、除草剤耐性作物と他の形質を併せ持つ作物である。

### 耐性化機構と導入遺伝子
遺伝子工学を用いて、ラウンドアップに対して植物を耐性化させる機構として、様々な機構が利用可能である。その中で、現在は主にグリホサートに非感受性の5-エノールピルビルシキミ酸-3-リン酸合成酵素 (EPSPS) の遺伝子とラウンドアップ分解・解毒酵素の遺伝子が用いられている。

#### 薬剤とその標的との親和性の低下による耐性化
非感受性のEPSPSの利用：植物のEPSPSは核DNAにコードされ、細胞質で合成されプラスチドに移行するタンパク質である。一方、原核生物であるバクテリアにもEPSPSは存在し、その多くのものはグリホサートで阻害される。しかし、細菌であるアグロバクテリウム・ツメファシエンス (Agrobacterium tumefaciens) CP4株のEPSPSはグリホサートで阻害されないため、このバクテリアのEPSPS遺伝子を利用して植物にグリホサート耐性能を付与することになった。そこで、問題になったことが植物のEPSPSはプラスチドに存在するが、バクテリアのものは細胞質に存在することである。そのため、A. tumefaciens CP4株由来のEPSPS遺伝子にプラスチドに移行させるための輸送ペプチド部分のDNAを融合させたものを植物に導入して、バクテリア由来のEPSPSをプラスチドに輸送させてラウンドアップに植物を耐性化させている。同様に、土壌細菌Arthrobacter globiformis由来のEPSPS遺伝子を改変してグリホサート耐性にした遺伝子・改変 epsps grg23ace5も用いられている。更に、植物であるトウモロコシ由来のEPSPS遺伝子epspsに点突然変異を起こした、2変異EPSPS遺伝子 (2mepsps) がコードするタンパク質は、グリホサートに対する耐性を有する。なお、2mEPSPSタンパク質では、野生型EPSPSタンパク質のアミノ末端から102番目のアミノ酸残基のトレオニンがイソロイシンに、また、106番目のプロリンがセリンにそれぞれ置換されている。この2mepspsが用いられた耐性作物も開発されている。

#### 薬剤の分解・修飾による無毒化
グリホサート酸化還元酵素の利用：自然界に広く存在する酵素、グリホサート酸化還元酵素 (glyphosate oxidoreductase: GOX) を用いてグリホサートを2つの無毒な化合物アミノメチルホスホン酸 (AMPA) とグリオキシル酸に分解する手法でも耐性化されている。この酵素の遺伝子 goxv247 は土壌細菌Ochrobactrum anthropiより単離され、プラスチドに移行させるための輸送ペプチド部分のDNAを融合させたものが植物に導入されている。その結果、薬剤の分解によるラウンドアップ耐性化と残留ラウンドアップ（グリホサート）の除去に役立つ。

#### 薬剤の分解・修飾による無毒化2
グリホサート N-アセチル基転移酵素による無毒化も利用される。バクテリアの一種であるBacillus licheniformisの3つの株（ST401株、B6株及びDS3株）由来のN-アセチル基転移酵素遺伝子を基に、変異が導入されて作製された改変型グリホサート N-アセチル基転移酵素遺伝子（改変gat：gat4621遺伝子）は、グリホサートをN-アセチル化して解毒する酵素（改変GAT：GAT4621）をコードしているので、これを用いることもある。このgat4621遺伝子を植物に導入し発現させると、ラウンドアップ（グリホサート）に耐性となる。

### 食品としての安全性
遺伝子組換え作物は、様々な安全性審査を受け、合格してからはじめて市場にでまわる。それでも、多世代にわたる摂取による安全性が確認されていないと非難する意見が、遺伝子組換え食品反対派にある。そこで、遺伝子組換えによって分子育種されたラウンドアップレディー大豆の安全性に関しては、多世代の動物飼育実験により、客観的・科学的検証がなされた。
例えば、サウスダコタ大学の研究グループは、4世代に渡ってハツカネズミにラウンドアップレディー大豆を給餌しても、何ら悪影響を見いだすことができなかった。また、東京都健康安全研究センターも、2世代にわたるラットへの給餌試験を行ったが、何ら有意差を見いだせなかった。同様な研究は多数ある。
そのため、これらの世代数では「遺伝子組換え大豆に対する危険性」を見いだすことが出来なかった。

## ラウンドアップ耐性雑草の世界的な問題
ラウンドアップの有効成分である、グリホサートに耐性を持つ雑草が問題となっている。
米国オーガニックセンターの2009年の報告によれば、栽培が始まった1996年から13年経過し、ラウンドアップ除草剤に対する耐性により2008年には、遺伝子組み換え作物のほうが散布した農薬の金額が27%多く増加傾向は続くとし、また遺伝子組み換え種子の収穫量が期待ほどではなく、ラウンドアップ耐性雑草の防除が難しく、費用もかかるため、通常の種子の需要が増えている。
なお、収量の高い第二世代のラウンドアップ耐性ダイズ品種が既に上市されている。一方、正しい除草剤の使用法を守れば、除草剤耐性雑草の出現は問題にならないという報告もある。
米国科学アカデミーの全米研究評議会は、除草剤耐性遺伝子組換え作物の採用の際に、農民はより毒性の強い除草剤からラウンドアップに主に切り替えたが、ラウンドアップの過剰な散布により、少なくとも9種の雑草がラウンドアップに耐性を持つように進化している。そのため、元のより強い毒性を持つ農薬が必要となり、利得を損なう恐れがあるこという研究を発表した。
同研究において、そのような懸念を示すとともに遺伝子組換え作物のもたらした最大のメリットは河川・貯水池の水質浄化と土壌流出低減であることを明らかにした。これはBt作物による殺虫剤使用量の大幅な減少と除草剤耐性作物によって不耕起栽培が普及した結果である。
そのため、開発メーカーや農業普及指導所はグリホサートだけに頼らず、旧来の土壌処理型除草剤も合わせて使うように指導しているが、これらの除草剤はグリホサートよりも残効性が高いため、水質への環境負荷が大きく、水質浄化というメリットが失われることにつながる、と指摘されている。
同研究において、グリホサート耐性雑草の進化を抑えるために、除草剤耐性作物を栽培する農民はもっと異なった雑草管理作業、例えば異なる除草剤とその耐性作物のローテーションや、複数の除草剤に耐性を持つ作物に対する、複数の除草剤の混合使用を取り入れるべきである、と提言している。不耕起栽培は水質浄化以外にも、農業機械の燃料代や人件費の削減にも貢献した。
また、遺伝子組換え作物の多くの栽培者は、生産費用の低減か高収量のどちらか、場合によっては双方を経験している。また農民は、遺伝子組換え作物を栽培することによる農場労働者の安全性の増加、農場管理における簡便性と柔軟性の大幅な増加を評価していると報告しているように、今後も遺伝子組換え作物の有効性を維持する上で、除草剤耐性雑草の制御は、重要な問題となっている。

### ポストラウンドアップ時代の農業形態とその到来防止法
グリホサート使用地において、雑草がグリホサートに耐性を持ち始めており、除草剤耐性雑草の国際調査によれば、世界中では23種の雑草がグリホサート抵抗性を発達させ、このうち少なくとも10種は、ほかの除草剤にも耐性があった。この数は過小評価されているとも指摘されている。
実際アメリカ合衆国アーカンソー州では、ダイズ畑の61%とワタ畑の80%にグリホサート耐性雑草アマランサス（オオホナガアオゲイトウ・タリノホアオゲイトウ）が蔓延している。除草剤耐性雑草が蔓延すれば、ラウンドアップの除草剤としての利用価値は低下し、その結果、ラウンドアップとグリホサート耐性作物を使用している農業は、大きな影響を受けることになる。そこで、そのような時代をポストラウンドアップ時代と名付け、農業形態を予測するとともに、ポストラウンドアップ時代を防ぐための対策が検討されている。
2010年4月の報告書を経て2012年5月10日、米国科学アカデミーは雑草対策のためのサミット（除草剤耐性雑草の課題を管理するための戦略に関する全国サミット）を開催した。
ラウンドアップの有効成分である、グリホサートへの薬剤耐性を獲得した雑草には、すでに単一もしくは複数の除草剤に耐性を持つ383種類の雑草が知られている。グリホサートとジカンバに耐性を持つ穀類や、グリホサートと2,4-ジクロロフェノキシ酢酸に耐性を持つ遺伝子を組み込んだトウモロコシが開発されている様に、複数の除草剤耐性作物が存在するが、2,4-ジクロロフェノキシ酢酸は、枯葉剤のオレンジ剤 の一成分であることから環境保護団体が反対し、これらが複数の除草剤に耐性を持つ雑草の出現を早めることを懸念している研究者もいる。
モンサントとアメリカ雑草科学会は見解として前述の様に、単一の除草剤ではなく複数の除草剤を使うという解決策を、2012年5月時点でも提案しているが、ある研究者はこの解決策は、雑草に複数の除草剤に耐性を与える可能性を示唆している。耐性雑草の出現率は低いとする推定に対し、雑草は無視しているという証拠をあげている。
多くの者は、ポストラウンドアップ時代の農業は、現代よりも困難になるだろうということに同意している。オレゴン州立大学の雑草科学者は、多耐性の脅威が昔の雑草防除方法への復帰を推し進めているとしている。ワシントン州立大学の研究者は、グリホサートという特効薬がない場合の雑草管理は、輪作、耕作、耕起、適切な除草剤の使用といった困難な方法に戻る必要があるということであり、その方法は、より大きな時間や雑草管理、おそらく費用も必要となるだろう、と述べた。
このような、除草剤だけに頼らない雑草管理法を「統合された雑草管理・総合雑草防除 (Integrated Weed Management)」という。なお全米研究評議会は、機械による耕起除草に対しても批判的であり、畑の土や水が河川・貯水池に流入し、水質汚染につながり、遺伝子組換え作物による水質浄化というメリットが失われかねないと指摘しているように、また、費用面や管理面でも劣るため、旧来の方法に復帰するにしても大きな障害が存在する。
そのため、ラウンドアップ耐性雑草の蔓延という事態を防ぐ方策として、複数の除草剤に対して耐性を持つ作物と複数の除草剤の混用、異なる除草剤とその除草剤耐性作物の複数の組み合わせを用いた、定期的な輪作などを推奨するものは現在でも存在する。多剤耐性雑草の出現が上記の様に危惧されてはいるが、2012年においてもアメリカ雑草科学会はこの立場を採っている。
除草剤耐性雑草に対しては、その除草剤とは異なった除草剤とそれに耐性な作物への切り替えが行われている。そのため、多くの耐性作物がアメリカ合衆国農務省による承認を待つようになり、承認過程が短縮されるように変更が加えられた。
このように、様々な非選択性除草剤とその耐性作物のセットは開発されてきている。しかし、広い殺草範囲、高い防除効果、低環境負荷という点で、グリホサートに勝る除草剤開発の目処は、まだ立っていない。

## ジェネリック品
初代ラウンドアップの有効成分『グリホサートイソプロピルアミン塩』は、特許で保護される期間を過ぎているため、他社から同じ有効成分の除草剤が販売されている（ジェネリック剤）。これらは安価で、効果もほぼ同等である。後発品には、農林水産省の農薬登録を取得したものと、取得していない非農耕地向けの2種類がある。非農耕地専用（農薬登録がないもの）を農耕地に使った場合、農薬取締法違反で処罰される。
農薬登録を取得したおもな製品
- グリホサートイソプロピルアミン塩
  - ジョジョニー
  - クサトリキング
  - 草枯らしMIC - 「三共の草枯らし」から改称
  - 東日本大震災により津波被害を受けた農地専用草枯らしMIC
  - クサクリーン
  - エイトアップ液剤
  - ターンアウト液剤
  - サンフーロン液剤
  - 園芸用サンフーロン液剤
  - グリホス
  - ネコソギAL1.0
  - ネコソギガーデンシャワー - シャワータイプでは業界初の農耕地登録品（非農耕地登録品は以前より数製品登録されていた。また、グリホサート剤のAL剤（薄めずに使用できる剤）全体でも、本品発売まで農耕地登録品は上記「ランドマスター液剤」のみであった。）
  - グリホキング
  - グリホキングシャワー
  - グリホエキス
  - マイター液剤
  - ラムロード
  - クサトローゼ
  - クサトローゼ除草スプレー
  - 草退治シャワー
  - クサクリア
  - コンパカレール液剤
  - ハーブ・ニート液剤
  - サンダーボルト007（但し、他剤も含有）
  - ネコソギクイックプロFL（但し、他剤も含有） - 上記製品の家庭園芸向け商品名違い。
  - サブゾーン液剤（但し、他剤も含有）
  - ネコソギWクイック微粒剤（但し、他剤も含有）

### 特許が切れてない製品
- グリホサートアンモニウム塩
  - ラウンドアップハイロード（販売終了）
  - ラウンドアップドライ（販売終了）
  - 草当番
- グリホサートカリウム塩
  - ラウンドアップマックスロード
  - ラウンドアップマックスロードAL
  - 東日本大震災により津波被害を受けた農地専用ラウンドアップマックスロード
  - タッチダウンiQ（シンジェンタ）
  - 東日本大震災により津波被害を受けた農地専用タッチダウンiQ（シンジェンタ）
  - ザッソージエース
- グリホサートトリメシウム塩 - イギリス・旧ICI社（後のゼネカ→シンジェンタ）が開発。
  - タッチダウン
  - サンダーボルト（但し、他剤も含有）
- グリホサートナトリウム塩
  - ラウンドアップライトロード（販売終了）
  - インパルス（但し、他剤も含有）

## 安全性・毒性

### 安全性
ラウンドアップシリーズを日本で販売している、日産化学の見解によると、
- 処理後1時間以内に土の粒子に吸着し、その後微生物が自然物に分解する。
- 約3〜21日で半減、やがて消失する。
- 土壌に速やかに吸着するため、土に落ちた成分は、除草剤としての効果は失われる。
- 土壌に吸着しやすい性質を持っているため、有効成分が土壌中を移動することはほとんどない。

とし、散布後も土を悪くする心配は不要であるとしている。またグリホサートは、グリシンから成るアミノ酸系除草剤であり、毒物及び劇物取締法の毒劇物に該当しない普通物であることも強調している。
2000年（平成12年）5月20日、日本農薬学会に受理された『グリホサートの毒性試験の概要』では、
- 各種毒性試験の結果、普通物に相当。
- 眼に対する刺激性は軽度〜中等度、皮膚に対しては軽度、皮膚感作性は認められない。
- マウス、ラット、ウサギにおいて、催腫瘍性、繁殖能力に対する影響、催奇形性は、いずれも認められない。
- 変異原性（復帰変異、DNA修復、染色体異常）試験は、いずれも陰性。

と認定している。
2016年（平成28年）7月12日、内閣府食品安全委員会は、一日摂取許容量（ADI）、つまり人がある物質を一生涯にわたって毎日摂取し続けても、健康への悪影響がないと推定される摂取量（mg/kg体重/日）は1mg/kg/day、急性参照用量(ARfD)、つまり人がある物質を短時間（24時間以内）に摂取しても、健康への悪影響がないと推定される摂取量（mg/kg体重）は設定不要と認定した。
2017年、カナダ保健省はグリホサート再評価レビューにて、グリホサートには発がん性や人間に対するリスクはないと、前回同様に評価し発表したが、その後、8件の異議申し立てを受理した。それに対して、2019年にカナダ保健省は、提起されたグリホサートに対する懸念点は、2017年に実施した「グリホサート再評価に対する、科学的決定を覆す根拠を見つけることはできなかった」と発表している。
2020年1月、アメリカ合衆国環境保護庁は、15年後の農薬登録の再評価があり、そのレビューにおいてグリホサートは、前回評価と同じくヒトの健康に対する懸念すべきリスクは無いと評価された。また同様に、引き続き人間の発がん性物質である可能性が低いと評価した。

### 発がん性
2015年3月20日、世界保健機関の傘下組織である国際がん研究機関（IARC）は、グリホサートを『グループ2A（ヒトに対しておそらく発がん性がある）』に指定した。この報告の中でグリホサートは、噴霧中の空気中、水中、食品中で検出されていること、また、曝露を受ける対象として噴霧地の近くに居住している場合、家庭で利用した場合に加えて、水または食品を摂取した場合であるが、グリホサートが観察されたレベルは一般的に低いと言及している。
なお「赤肉」や「夜勤の仕事」、農薬では「マラチオン」や「ダイアジノン」も、グループ2Aに含まれている。IARCだけが「おそらく発がん性あり」と判定したため、その根拠について、以下に述べるように他の多くのリスク評価機関は「科学的に見ておかしい」「決められた量の範囲で使っていれば安全」「発がん性の心配はない」と批判した。
2015年3月24日、日産化学工業は「グリホサートに発がん性は無いと判断している」と声明を出した。2016年5月16日、国際連合食糧農業機関と世界保健機関の合同会議において、グリホサートは「予想される接触による暴露量で、遺伝毒性を示す可能性は低く、食事を介した曝露によるヒト発がんリスクの可能性は低い」と結論した。2015年11月12日、欧州委員会から独立した評価機関である欧州食品安全機関（EFSA）は、グリホサートと癌の因果関係は結論づけられなかった。
2016年7月12日、内閣府食品安全委員会は、グリホサートに係る食品健康影響評価の調査結果において、グリホサートには発がん性をはじめ、神経毒性、繁殖能に対する影響、催奇形性及び遺伝毒性は認められなかったと結論した。
その他、世界の動きとして、アメリカ合衆国、カナダ、ニュージーランド、オーストラリア、欧州連合では、それぞれ「ヒトの発がんリスクの可能性は低い」「ヒトにおけるグリホサート曝露及び発癌との関連に確証的な証拠はない」「グリホサートはヒトに発癌リスクをもたらさない」と結論した。
2019年にアメリカ合衆国環境保護庁は「グリホサートの発がん性を主張する製品ラベルを承認しない」と発表し、カリフォルニア州政府の決定を撤回させ、また欧州委員会においては、グリホサートは2022年まで使用が認められており、承認の更新審議中である。
学校の校庭整備の仕事で使った「ラウンドアップ」が原因で、悪性リンパ腫を発症したと主張する末期がん患者との裁判で、アメリカ合衆国カリフォルニア州サンフランシスコ市の陪審は2018年8月10日、モンサントに損害賠償金2億8,900万ドル（約320億円）の支払いを命じた。裁判で論点になったのは、ラウンドアップに発がん性があるかどうかというのではなく、モンサントが国際がん研究機関(IARC)の「発がん性がおそらくある」という評価に則り、消費者に告知していたかどうかというものである。モンサントが敗訴した理由は、この告知を消費者に行っていなかったからであった。
2018年にモンサントを買収したバイエルは、アメリカ合衆国でのラウンドアップ被害の訴訟を引き継ぐこととなった。米国の約12万5千人の原告の大半に、合計最大109億米ドル（約1兆1600億円）を支払うことで和解したと発表した。バイエルは「今回の和解は、責任や過失を求めるものではなく、今後もラウンドアップを販売する」と言及している。

### 各国・地域の対応
- デンマーク - 2003年9月15日、デンマーク政府はグリホサートの散布を禁止した。デンマーク・グリーンランド地質調査研究所 (Denmark and Greenland Geological Research Institution) の行った検査で、グリホサートが土壌を通り抜けて地下水に到達し、飲料水として許容されている5倍の濃度 (0.54 µg/L) で地下水を汚染していることを発表したことによる[56]。
- ロシア - 2014年4月5日、ロシア政府最大与党の統一ロシアは、ラウンドアップ耐性遺伝子組換え食品の輸入を禁止した[57]。認可を受けた遺伝子組み換え作物を含有するあるいは認可を受けた組み換え作物に由来する食品が禁止されたことはない。現在、食品および飼料用に栽培される24系統の品種の遺伝子組み換え作物が認可されている[58]。
- スリランカ - 2014年5月12日、スリランカ政府はラウンドアップの販売を禁止した[59]。これはカドミウムとヒ素を含んだ土壌でラウンドアップが使われた場合、飲料水や米を通して重い慢性腎不全の原因となる、とした研究報告を受けたもの。2015年6月11日グリホサートの輸入が禁止された[60]。スリランカ科学アカデミーはグリホサートと慢性腎不全の因果関係がないので禁止に意味がないと主張した[61]。
- ベトナム - 農業農村開発省植物保護局は2019年、グリホサート系農薬の新規輸入契約をやめるよう通達を出した[62]。しかし、2020年4月24日、農業農村開発省は、ベトナムでのグリホサートの使用を2021年6月30日まで延長するとの通達を発行した[63]。
- オランダ - オランダ議会は、2015年末をもってグリホサートの使用禁止を決定[64]。実際はグリホサートの禁止ではなく、農薬全般において舗装面での使用は例外を除き禁止した。また、2017年11月1日以降は農薬全般において景観維持と非農耕地での使用は例外を除き禁止される予定であるものの、グリホサートを含む家庭園芸用の農薬は使用が認められている[65]。
- オーストリア - 2019年7月2日、国民議会が全面使用禁止を賛成多数で決議し2020年1月1日に発効する。[66]。
- ブラジル - 2015年3月25日、ブラジルの連邦検察官は司法省に対して、グリホサートを暫定的に使用禁止とするように求めた[67]。ブラジル連邦検察官からの要請により、ANVISAがグリホサートを含む数種の農薬の有効成分の再評価をする予定となっている[68]。現在、グリホサートの使用は認められている[69]。
- 欧州連合 - 2017年11月27日、欧州委員会にてグリホサートを主成分とする農薬の認可更新について、賛否を問う投票があり、賛成多数（28か国のうち18か国）で、向こう5年間の認可更新が認められた[70]。もしグリホサートを禁止すると、輸入食物もグリホサートの使用が禁止され、EUの食品流通に甚大な影響を受けるため認めた。
- フランス - 2019年1月15日、国立食品環境労働衛生安全庁（フランス語: ANSES, Agence nationale de sécurité sanitaire de l’alimentation, de l’environnement et du travail）により、ラウンドアッププロ360 の販売が禁止された[71]。しかし、2020年9月8日、フランス政府はグリホサートを含む除草剤の使用は2021年以降、部分的な禁止となることを発表した[72]。また、2020年10月9日、グリホサートとその利用可能な非科学的な代替技術の評価結果を発表した。これによると、ブドウ、果樹、穀物栽培、林業について、グリホサートを使用してよい場合を特定しており、また非農業地域は、グリホサートの代替になるものはなく、利用者の安全面での影響も特にないので、本地域においては、グリホサートの使用が許可されている[73][74]。

## 広告に対する裁判
1996年、ニューヨーク州司法長官は、モンサント社が販売するラウンドアップに関する広告表示が虚偽または誤解を招くものであるとして提訴した。問題とされた広告では、「食卓塩より安全」「哺乳類・鳥類・魚類に対して実質的に無害」「環境に優しい」「生分解性」といった表現が用いられていた。高額な訴訟費用を回避するため、モンサントは不正行為を認めずに和解し、ニューヨーク州内でこれらの広告表現を取りやめることで合意した。
2001年、フランスの環境保護団体および消費者団体が、モンサント社のラウンドアップ広告において「生分解性」や「使用後に土壌がきれいになる」といった表現が使われていたことを虚偽広告であるとして提訴した。2007年、パリ高等法院はモンサントに有罪判決を下し、この判決は2009年にフランスの最高裁判所で確定した。

## 誤情報の拡散と企業の対応
ラウンドアップ（有効成分：グリホサート）に関しては、「発がん性がある」「土壌を汚染する」「発達障害の原因になる」といった、科学的根拠に乏しい主張がSNSなどで繰り返し発信されており、消費者や農業従事者の不安や混乱を招いていると指摘されている。「ラウンドアップは世界中で禁止されている」「アメリカで禁止されたものが日本で使われている」といった誤った情報も流布されているが、グリホサートは2020年代半ば現在でも世界約150か国で使用が認められており、主要な規制機関は適正な使用条件下での安全性を認めている。このような状況を受けて、製造・販売元の日産化学は2025年3月、インターネット上で虚偽情報を発信した複数の投稿者に対し、東京地方裁判所に損害賠償請求訴訟を提起した。訴訟の対象となったのは、「グリホサートはベトナム戦争で使用された枯葉剤と同一である」「ラウンドアップ製品によって日本の国土が汚染されている」「ラウンドアップ製品は世界中で発売禁止になっている」といった事実に反する投稿内容である。日産化学は、農業生産者が安心して製品を使用できる環境を守るため、悪質な誤情報には法的措置を含む厳正な対応を取る方針を示しており、実際に投稿者による削除などの動きも確認されている。専門家からは、SNS時代においては企業が毅然とした対応を取ることが、正確な情報の共有と社会的信頼の維持につながると指摘されている。